# 요르단의 로마 가톨릭교회
요르단의 로마 가톨릭교회 신자 수는 170,000명으로 이는 요르단 전체 인구의 2.9%이다. 요르단의 가톨릭교회는 120,000명(2%)의 멜키트 가톨릭, 25,000명(0.4%)의 로마 가톨릭, 15,000명(0.3%)의 아르메니아 가톨릭, 10,000명(0.2%)의 시리아 가톨릭 등 모두 네 개의 전례를 따르는 교회로 나뉘어 있다.
요르단에는 현재 32곳의 라틴 가톨릭 성당이 소재해 있다.

## 같이 보기
- 멜키트 그리스 가톨릭교회
- 요르단의 기독교